# Oskar Wylezol
Oskar Wylezol (* 1878 in Beuthen O.S.; † 14. April 1935 ebenda) war ein deutscher Kaufmann und Fußballfunktionär. Er war von 1923 bis 1931 und erneut von 1934 bis 1935 Präsident des Beuthener SuSV 09 und wurde 1931 zum Ehrenvorsitzenden des Vereins gewählt.

## Leben
Er war Gründungsmitglied des FC Britannia Beuthen (seit 1911 Beuthen 09). Von 1910 bis 1913 war er Kassierer, von 1923 bis 1931 mit einer kurzen Unterbrechung Hauptvorsitzender. 1931 wurde er zum Ehrenmitglied und Vermögensrat ernannt. Schon im Jahre vorher war er mit der goldenen Vereinsehrennadel ausgezeichnet worden. Am 10. Mai 1930 hatte er von der Reichsregierung als einziger Vereinsführer Oberschlesiens die Ehrenurkunde für Jugendarbeit erhalten. Die Stadt verlieh ihm ihr Silberschild mit Widmung. Vom Verein wurde er zum Ehrenvorsitzender mit Stimmrecht ernannt, als er am 12. Mai 1931 wegen seines Herzleidens sein Amt als Vorsitzender zur Verfügung stellen musste. Als im Sommer 1934 eine schwere Führerkrise die Grundfesten des Vereins erschütterte, wurde Oskar Wylezol vom Gaufachamtsleiter Pottag erneut zum Vereinsführer bestimmt und setzte sich abermals mit seiner ganzen Arbeitskraft zum Wohle von „Beuthen 09“ ein. Es war sein Verdienst, dass am 28. Oktober 1934 „Beuthen 09“ sein Silberjubiläum als Oberschlesiens erfolgreichster Fußballverein in großzügigster Weise feiern konnte. Noch in den letzten Wochen seines Lebens vermittelte er seinem Verein die Anstellung eines Trainers, um die sinkende Spielstärke wieder auf die alte Höhe zu bringen. Ebenso hat er dem Verein eine eigene Geschäftsstelle errichtet.